# Kepler-45 b
 (mai 2025).
Kepler-45 b est une exoplanète de type Jupiter chaud en orbite autour de la naine rouge Kepler-45, située à environ 1 245,75 années-lumière de la Terre.

## Caractéristiques physiques
L'exoplanète se distingue par sa masse modérée de 0,51 MJ, son rayon de 0,96 RJ et sa température extrême de 1000 K.

## Orbite
Elle orbite à 0,03  unités astronomiques de son étoile, une distance comparable à celle de Mercure dans le système solaire.

## Découverte
L'exoplanète a été découverte par la méthode des transits en 2011.

## Habitabilité
Les conditions d'habitabilité de cette exoplanète ne sont pas déterminées ou ne sont pas connues.